# Kung Fu de la Mantis Religiosa del Norte
El Kung Fu de la Mantis Religiosa del Norte (Chino: 螳螂拳; Pinyin: tánglángquán; literalmente "puño de la mantis religiosa"; Wade-Giles: Tanglang Chuen/Chuan) es un estilo de autodefensa dentro de las artes marciales de China, que en ocasiones es denominado Mantis religiosa de Shandong debido a su lugar de origen.
En general cuando en Kung Fu se habla de Mantis Religiosa se refiere a este estilo, ya que es más practicado que su contraparte del sur.
Contrario a lo que pueda parecer, las relaciones con el Kung Fu de la Mantis Religiosa del Sur son mínimas, siendo éste más cercano a la Medicina china tradicional y al Hakka Kuen.

## Historia
Existen datos en el libro Estrategias Militares, Liu Tao, escrito por el primer ministro Chang Tai-Kong entre el 1232 y el 1135 a. C. de que la guardia imperial estaba compuesta por soldados entrenados en el estilo Mantis religiosa.
Sin embargo tal como se considera hoy fue creado por Wang Lang y deriva su nombre de la mantis religiosa un insecto cuya agresividad inspira este estilo.
Documentos Shaolin muestran que Wang Lang fue uno de los 18 maestros reunidos por el monje Shaolin Fu Ju, lo que nos daría la fecha en la que vivió Wang Lang y creó el estilo Mantis Religiosa del Norte alrededor de los años 960–1127 durante el imperio de la dinastía Song del norte.

## Características del estilo
La mantis es un insecto predador largo y angosto. Aunque su capacidad de ataque es amplia, sus defensas no incluyen la respuesta ante ataques desde direcciones perpendiculares. Por esto, su estilo de lucha hace uso de movimientos circulares para evitar sortear ataques directos y golpear luego con precisión los puntos vitales de su oponente.
Estas tácticas han sido incorporadas al estilo Mantis Religiosa del Norte bajo las denominaciones "quitar algo" (bloquear para crear un hueco) y añadir algo (ataque rápido).
Una de las particularidades más distintivas del estilo Mantis Religiosa del Norte es el "gancho de la mantis religiosa" (螳螂勾; pinyin: tángláng gōu): un golpe compuesto de uno a tres dedos dirigiendo la fuerza a modo de látigo. El gancho puede ser usado para desviar la fuerza (bloqueo) o para atacar puntos críticos (ojos, cara, puntos de acupuntura). Es muy útil cuando se combina para dar fuerza al ataque desde el bloqueo.
De este modo si el enemigo lanza un puñetazo con la mano derecha, un practicante del estilo Mantis Religiosa del Norte podría hacer un gancho hacia atrás con la mano izquierda (moviendo el cuerpo hacia la izquierda) y usar la fuerza del giro para atacar el cuello del enemigo con un gancho con la mano derecha. O también podría desviarse hacia abajo con el gancho izquierdo y rebotar con un golpe de muñeca hacia la mandíbula, garganta o nariz.
El estilo es especialmente famoso por sus veloces y continuos ataques. Otra característica prominente es su complejo trabajo de pies, tomado del Kung Fu del Mono.

## Subdivisiones dentro del estilo
Por la transmisión a través de las generaciones el estilo ha cambiado, creándose sub-estilos.
Los sub-estilos Qixing 七星' (Siete Estrellas), Meihua' 梅花 (Flor de Ciruelo), Babu 八步 (Ocho Pasos), Liuhe 六合 (Seis Uniones) y Bimen 闭门 (Puerta Secreta) son considerados como los principales.

## Enlaces de interés
Sitio en español.
- https://web.archive.org/web/20130119090120/http://www.mantiskungfu.com.ar/
- https://web.archive.org/web/20181120080608/https://haojiakungfu.com.ar/

Sitios en inglés pero con imágenes del estilo Mantis Religiosa.
- http://www.wutangcenter.com/wt/index.html
- https://web.archive.org/web/20060618201251/http://pachitanglang.com/styles/tanglang.htm
- https://web.archive.org/web/20060618200437/http://pachitanglang.com/gallery/index.htm

- Datos: Q4451256
- Multimedia: Northern Praying Mantis / Q4451256